# Improvvisazione
Per improvvisazione si intende in senso generico l'atto di creare qualche cosa mentre la si esegue, in maniera spontanea o casuale. Essa consiste quindi di uno svolgimento o esecuzione che si realizza con inventiva immediata.
Con il termine improvvisazione ci si riferisce in generale a un tipo di approccio nelle arti dello spettacolo. In questo caso essa è caratterizzata dall'assenza di preparazione specifica e quindi dalla prestazione spontanea. Essa dipende quindi dall'abilità dell'improvvisatore e può essere applicata a diverse discipline artistiche: si parla infatti di: improvvisazione nella musica, improvvisazione teatrale, improvvisazione nella letteratura, nella scultura, nella danza, nella cinematografia, ma anche nella fisica, nell'ingegneria, nella cucina e in altre branche scientifiche.
L'improvvisazione può essere anche un escamotage per sopperire all'assenza di risorse che potrebbe essere utili a sviluppare una determinata soluzione a un requisito. In questo caso essa consiste nell'allestimento affrettato o in circostanze impreviste di determinate cose (es: armi improvvisate, strumenti musicali improvvisati).
Il semplice atto di parlare è già di per sé una forma di improvvisazione perché richiede, da parte della mente, una ricerca nel processo di pensiero che deve essere creata in maniera istantanea e allo stesso tempo efficacemente comprensibile. Se l'improvvisazione è invece destinata a risolvere un problema su base temporanea, la soluzione viene talvolta definita "tappabuchi". Un'altra tecnica di improvvisazione consiste nel cosiddetto brainstorming, che è un'organizzazione in cui un gruppo di persone si riunisce per analizzare diverse idee che sopraggiungono al momento, a prescindere dalla reale praticità delle stesse.